# Rose Byrne
Mary Rose Byrne (Sydney, 1979. július 24. –) ausztrál színésznő.

## Élete
Byrne Sydney külvárosában lévő Balmainben (Új-Dél-Wales) született, ír és skót származású. Édesanyja Jane, általános iskolai adminisztrátor, míg édesapja Robin Byrne, visszavonult statisztikus és piacelemző. Négy gyermek közül ő a legfiatalabb; van egy bátyja, George, és két idősebb nővére, Alice és Lucy. Egy 2009-es interjúban Byrne kijelentette, hogy az anyja ateista, míg ő és az apja egyaránt agnosztikusok voltak.

## Pályafutása
Első szerepét tizenkét éves korában kapta a Dallas Doll című filmben. Byrne ausztrál tévéműsorok sokaságában tűnt fel, köztük a Szívtipró gimiben és az Echo Pointban. Szerepelt Heath Ledger oldalán a Kéz és ököl című filmben, amit a The Date, a My Mother Frank és az 1967 istennője követett, utóbbiért a 2000-es Velencei Filmfesztiválon megkapta a Volpi Cupot.
Első találkozása a nagyköltségvetésű mozikkal akkor jött el, mikor Dormét, Padmé Amidala kísérőnőjét alakította a Star Wars II. rész – A klónok támadásában. 2003-ban Rose Mortmaint játszotta Dodie Smith Enyém a vár című művének adaptációjában. A következő évben Josh Hartnett és Diane Kruger mellett tűnt fel a Wicker Parkban, illetve Briszéiszt személyesítette meg a Wolfgang Petersen rendezésében készült Trójában.
Ezután Edithként láthatta a néző Casanova történetének 2005-ös tévéváltozatában, s még ebben az évben szerepet kapott a 2007 tavaszán mozikba került, Napfény címet viselő Danny Boyle-sci-fiben, ahol űrhajópilótát formál meg. Ezt nem sokkal később követi a 28 héttel később női főszerepe, ami Boyle 2002-es, 28 nappal később című mozijának folytatása.
Ő alakítja dr. Moira MacTaggertet az X-Men-filmekben. Az Instant család című 2018-as filmben pedig a női főszereplő, Ellie szerepét játssza.

## Magánélete
2013-ban Byrne New York városában élt, és elmondta, hogy továbbra is bizonytalan a stabil karrierje iránt: "Nem hiszem, hogy ez a bizonytalanság valaha is elhagyna engem. Szabadúszó vagyok. Mindig van egy bizonytalan tényező."
2003-ban Byrne több mint hat évig volt kapcsolatban Brendan Cowell ausztrál íróval, rendezővel és színésszel. Cowell Sydney-ből New York-ba költözött, miután Byrne sikert aratott a A hatalom hálójában című sorozatban. Kapcsolatuk 2010 januárjában ért véget. 2012 óta kapcsolatban áll Bobby Cannavale amerikai színésszel. A párnak két fia van: Rocco (született 2016. február) és Rafa (született 2017. november).

## Érdekességek
- Együtt szerepelt Darren Hayes ausztrál zenésszel az „I Miss You” kislemezéhez készített videóklipben.
- 2004-ben Diane Krugerrel két film női főszerepét is játszották: a Trója és a Wicker Park négy hónap különbséggel került az amerikai mozikba.
- Az ausztrál kiadású FHM „A világ legszexisebb női”-nek listáján a 16. (2006).
- Mind Byrne, és a Marie Antoinette-ben őt rendező Sofia Coppola is játszott kísérőnőt a Star Wars-prequelekben. Coppola az I. részben, míg Byrne a II. részben.
- 2004 és 2006 között a Max Factor reklámarca.

## Filmográfia

### Film
| Év   | Magyar cím                             | Eredeti cím                                  | Szerep                           | Magyar hang            | Rendező                 |
| ---- | -------------------------------------- | -------------------------------------------- | -------------------------------- | ---------------------- | ----------------------- |
| 1994 |                                        | Dallas Doll                                  | Rastus Sommers                   |                        | Ann Turner              |
| 1999 | Kéz és ököl                            | Two Hands                                    | Alex                             | Kiss Eszter            | Gregor Jordan           |
| 2000 | Anyám, Frank                           | My Mother Frank                              | Jenny                            |                        | Mark Lamprell           |
| 2000 | 1967 istennője                         | The Goddess of 1967                          | B.G.                             |                        | Clara Law               |
| 2002 | Star Wars II. rész – A klónok támadása | Star Wars: Episode II – Attack of the Clones | Dormé                            |                        | George Lucas            |
| 2002 | A szellemek városa                     | City of Ghosts                               | Sabrina                          |                        | Matt Dillon             |
| 2003 | Enyém a vár                            | I Capture the Castle                         | Rose Mortmain                    | Csondor Kata           | Tim Fywell              |
| 2003 | Szikrázó éjszaka                       | The Night We Called It a Day                 | Audrey Appleby                   |                        | Paul Goldman            |
| 2003 | Haláli halasok                         | Take Away                                    | Sonja Stilano                    |                        | Marc Gracie             |
| 2003 | Legyek átlagos!                        | The Rage in Placid Lake                      | Gemma Taylor                     |                        | Tony McNamara           |
| 2004 | Wicker Park                            | Wicker Park                                  | Wicker Park                      | Götz Anna              | Paul McGuigan           |
| 2004 | Trója                                  | Troy                                         | Briszéisz                        | Majsai-Nyilas Tünde    | Wolfgang Petersen       |
| 2005 |                                        | The Tenants                                  | Irene Bell                       |                        | Danny Green             |
| 2006 | Marie Antoinette                       | Marie Antoinette                             | Polignac hercegnő                | Zsigmond Tamara        | Sofia Coppola           |
| 2006 | A halott lány                          | The Dead Girl                                | Leah                             | Molnár Ilona           | Karen Moncrieff         |
| 2007 | Napfény                                | Sunshine                                     | Cassie                           | Ruttkay Laura          | Danny Boyle             |
| 2007 | 28 héttel később                       | 28 Weeks Later                               | Scarlet Levy őrnagy              | Ruttkay Laura          | Juan Carlos Fresnadillo |
| 2008 |                                        | Just Buried                                  | Roberta Knickle                  |                        | Chaz Thorne             |
| 2008 | Vér és gyöngy                          | The Tender Hook                              | Iris                             | Zsigmond Tamara        | Jonathan Ogilvie        |
| 2009 | Képlet                                 | Knowing                                      | Diana Wayland                    | Bertalan Ágnes         | Alex Proyas             |
| 2009 | Adam                                   | Adam                                         | Beth Buchwald                    | Gubás Gabi             | Max Meyer               |
| 2010 |                                        | I Love You Too                               | részeg utas (cameo)              |                        | Daina Reid              |
| 2010 | Felhangolva                            | Get Him to the Greek                         | Jackie Q                         | Solecki Janka          | Nicholas Stoller        |
| 2010 | Insidious – A testen kívüli            | Insidious                                    | Renai Lambert                    | Sipos Eszter Anna      | James Wan               |
| 2011 | Koszorúslányok                         | Bridesmaids                                  | Helen Harris                     | Szávai Viktória        | Paul Feig               |
| 2011 | X-Men: Az elsők                        | X-Men: First Class                           | Moira MacTaggert                 | Zsigmond Tamara        | Matthew Vaughn          |
| 2012 | Túl a fenyvesen                        | The Place Beyond the Pines                   | Jennifer Cross                   | Kisfalvi Krisztina     | Derek Cianfrance        |
| 2013 | Az a bizonyos első év                  | I Give It a Year                             | Nat Redfern                      | Szávai Viktória        | Dan Mazer               |
| 2013 | Gyakornokok                            | The Internship                               | Dana Simms                       | Balsai Móni            | Shawn Levy              |
| 2013 | Insidious – A gonosz háza              | Insidious: Chapter 2                         | Renai Lambert                    | Ruttkay Laura          | James Wan (2)           |
| 2013 |                                        | The Turning                                  | Raelene                          |                        | Claire McCarthy         |
| 2014 |                                        | Unity (dokumentumfilm)                       | narrátor                         |                        | Shaun Monson            |
| 2014 | Rossz szomszédság                      | Neighbors                                    | Kelly Radner                     | Balsai Móni            | Nicholas Stoller (2)    |
| 2014 | Adult Beginners                        | Adult Beginners                              | Justine                          | Ruttkay Laura          | Ross Katz               |
| 2014 | Itthon, édes otthon                    | This Is Where I Leave You                    | Penny Moore                      | Zsigmond Tamara        | Shawn Levy (2)          |
| 2014 | Annie                                  | Annie                                        | Grace Farrell                    | Ruttkay Laura          | Will Gluck              |
| 2015 | A kém                                  | Spy                                          | Rayna Boyanov                    | Ruttkay Laura          | Paul Feig (2)           |
| 2015 | The Meddler                            | The Meddler                                  | Lori Minervini                   | Balsai Móni            | Lorene Scafaria         |
| 2016 | Rossz szomszédság 2.                   | Neighbors 2: Sorority Rising                 | Kelly Radner                     | Balsai Móni            | Nicholas Stoller (3)    |
| 2016 | X-Men: Apokalipszis                    | X-Men: Apocalypse                            | Moira MacTaggert                 | Zsigmond Tamara        | Bryan Singer            |
| 2017 |                                        | I Love You, Daddy                            | Grace Cullen                     |                        | Louis C.K.              |
| 2018 | Insidious – Az utolsó kulcs            | Insidious: The Last Key                      | Renai Lambert (archíve felvétel) | Ruttkay Laura          | Adam Robitel            |
| 2018 | A meztelen Juliet                      | Juliet, Naked                                | Annie Platt                      | Bognár Anna            | Jesse Peretz            |
| 2018 | Nyúl Péter                             | Peter Rabbit                                 | Beatrix "Bea" Potter             | Kelemen Kata           | Will Gluck (2)          |
| 2018 | Nyúl Péter                             | Peter Rabbit                                 | Kacsa Jolán (hangja)             | Kokas Piroska[forrás?] | Will Gluck (2)          |
| 2018 | Instant család                         | Instant Family                               | Ellie                            | Zsigmond Tamara        | Sean Anders             |
| 2019 | Én vagyok anya                         | I Am Mother                                  | Anya (hangja)                    |                        | Grant Sputore           |
| 2019 | Jexi – Túl okos telefon                | Jexi                                         | Jexi (hangja)                    | Ruttkay Laura          | Jon Lucas               |
| 2019 | Jexi – Túl okos telefon                | Jexi                                         | Jexi (hangja)                    | Ruttkay Laura          | Scott Moore             |
| 2019 | Martha a szörny (rövidfilm)            | Martha the Monster                           | Martha (hangja)                  |                        | Christopher Weekes      |
| 2020 | Mint egy főnök                         | Like a Boss                                  | Mel Paige                        | Balsai Móni            | Miguel Arteta           |
| 2020 | Ellenállhatatlan                       | Irresistible                                 | Faith Brewster                   | Ruttkay Laura          | Jon Stewart             |
| 2021 | Nyúl Péter 2. – Nyúlcipő               | Peter Rabbit 2: The Runaway                  | Beatrix "Bea" Potter             | Kelemen Kata           | Will Gluck (3)          |
| 2021 | Nyúl Péter 2. – Nyúlcipő               | Peter Rabbit 2: The Runaway                  | Kacsa Jolán (hangja)             | Kokas Piroska          | Will Gluck (3)          |
| 2022 |                                        | Seriously Red                                | EP                               |                        | Gracie Otto             |
| 2022 | A karácsony szellemében                | Spirited                                     | Karen Blansky                    |                        | Sean Anders (2)         |
| 2023 | Insidious – A vörös ajtó               | Insidious: The Red Door                      | Renai Lambert                    | Ruttkay Laura          | Patrick Wilson          |
| 2023 | Tini Nindzsa Teknőcök: Mutáns káosz    | Teenage Mutant Ninja Turtles: Mutant Mayhem  | Bőrfejű (hangja)                 | Ruttkay Laura          | Jeff Rowe               |
| 2023 | Ezra                                   | Ezra                                         | Jenna                            | Kelemen Kata           | Tony Goldwyn            |

### Televízió

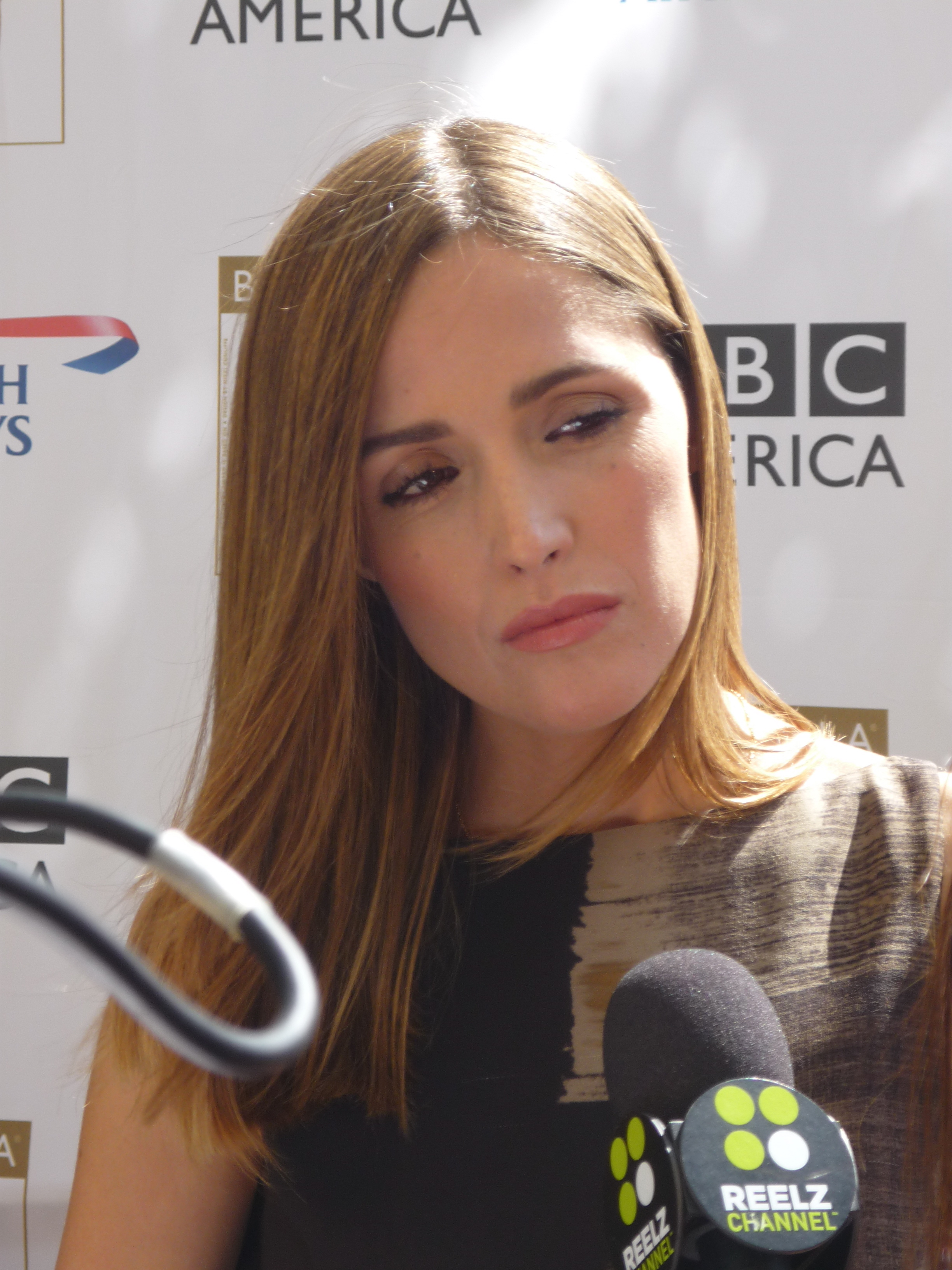
2010-ben

| Év        | Magyar cím                              | Eredeti cím                          | Szerep                   | Megjegyzések                                                |
| --------- | --------------------------------------- | ------------------------------------ | ------------------------ | ----------------------------------------------------------- |
| 1995      |                                         | Echo Point                           | Belinda O'Connor         | főszereplő (130 epizód)                                     |
| 1997      |                                         | Fallen Angels                        | Siobhan                  | 1 epizód                                                    |
| 1997      |                                         | Wildside                             | Heidi Benson             | 2 epizód                                                    |
| 1999      |                                         | Big Sky                              | Angie                    | 1 epizód                                                    |
| 1999      | Szívtipró gimi                          | Heartbreak High                      | Carly Whitely            | 4 epizód                                                    |
| 2000      | Vészhívás                               | Murder Call                          | Sarah Watson             | 1 epizód                                                    |
| 2005      |                                         | Casanova                             | Edith                    | minisorozat (3 epizód)                                      |
| 2007–2012 | A hatalom hálójában                     | Damages                              | Ellen Parsons            | főszereplő (59 epizód)                                      |
| 2012      | Amerikai fater                          | American Dad!                        | Jenny (hangja)           | 1 epizód                                                    |
| 2013      |                                         | Portlandia                           | Fred randipartnere       | 1 epizód                                                    |
| 2013      |                                         | Hollywood Game Night                 | önmaga                   | 1 epizód                                                    |
| 2016      | John Oliver-show az elmúlt hét híreiről | Last Week Tonight with John Oliver   | Chloe                    | 1 epizód                                                    |
| 2016      |                                         | No Activity                          | Elizabeth                | 5 epizód                                                    |
| 2017      | Henrietta Lacks örök élete              | The Immortal Life of Henrietta Lacks | Rebecca Skloot           | tévéfilm                                                    |
| 2018      |                                         | War on Waste                         | önmaga                   | 1 epizód                                                    |
| 2018      | Angie Tribeca – A törvény nemében       | Angie Tribeca                        | Norrah Newt              | 1 epizód                                                    |
| 2019      |                                         | At Home with Amy Sedaris             | Mary                     | 1 epizód                                                    |
| 2020      | Mrs. America                            | Mrs. America                         | Gloria Steinem           | - minisorozat (9 epizód) - magyar hangja: - Zsigmond Tamara |
| 2021–2022 |                                         | Physical                             | Sheila Rubin             | főszereplő (20 epizód)                                      |
| 2022      |                                         | Bluey                                | Brandy (hangja)          | 1 epizód                                                    |
| 2022      | A fiúk                                  | The Boys                             | önmaga (cameo)           | 1 epizód                                                    |
| 2022      |                                         | The Last Movie Stars                 | Estelle Parsons (hangja) | 1 epizód                                                    |
| 2023      | Szigorúan barátság                      | Platonic                             | Sylvia                   | főszereplő (10 epizód)                                      |

### Színház
| Év      | Cím                        | Szerep                     | Megjegyzés                 |
| ------- | -------------------------- | -------------------------- | -------------------------- |
| 2000    | La Dispute                 | Adine                      | Sydney-i Színházi Társulat |
| 2001    | Three Sisters              | Irina Sergeyevna Prozorova | Sydney-i Színházi Társulat |
| 2014–15 | You Can't Take It with You | Alice Sycamore             | Longacre Színház           |
| 2016    | Speed-the-Plow             | Karen                      | Roslyn Packer Színház      |
| 2020    | Medea                      | Medea                      | Brooklyn Zene Akadémia     |

### Videóklipek
| Év   | Dal                  | Előadó       | Megjegyzés |
| ---- | -------------------- | ------------ | ---------- |
| 2000 | "Black the Sun"      | Alex Lloyd   |            |
| 2002 | "I Miss You"         | Darren Hayes | [ 10 ]     |
| 2007 | "Digital Versicolor" | Glass Candy  | [ 11 ]     |

## Díjak és jelölések
| Év   | Díj                                 | Kategória                                                              | Projekt                 | Eredmény | Hivatkozás |
| ---- | ----------------------------------- | ---------------------------------------------------------------------- | ----------------------- | -------- | ---------- |
| 2000 | Velencei Nemzetközi Filmfesztivál   | Volpi Cup a legjobb színésznőnek                                       | 1967 istennője          | Elnyerte | [ 12 ]     |
| 2002 | Ausztrália Díjak Filmkritikusi Köre | legjobb színész – nő                                                   | 1967 istennője          | Jelölve  | [ 13 ]     |
| 2003 | Ausztrál Filmtársulat               | legjobb női főszereplő                                                 | Placid Lake szenvedélye | Jelölve  |            |
| 2008 | Golden Globe-díj                    | Best Supporting Actress – Series, Miniseries or Television Film        | A hatalom hálójában     | Jelölve  | [ 14 ]     |
| 2009 | Emmy-díj                            | Kiemelkedő mellékszereplő egy drámasorozatban                          | A hatalom hálójában     | Jelölve  | [ 15 ]     |
| 2009 | Online Film és Televízió Társulat   | legjobb női mellékszereplő egy drámasorozatban                         | A hatalom hálójában     | Jelölve  | [ 16 ]     |
| 2010 | Satellite-díj                       | legjobb női mellékszereplő – sorozat, minisorozat vagy televíziós film | A hatalom hálójában     | Jelölve  |            |
| 2010 | Golden Globe-díj                    | legjobb női mellékszereplő – sorozat, minisorozat vagy televíziós film | A hatalom hálójában     | Jelölve  | [ 17 ]     |
| 2010 | Emmy-díj                            | Primetime Emmy-díj a legjobb női mellékszereplőnek (vígjátéksorozat)   | A hatalom hálójában     | Jelölve  | [ 18 ]     |
| 2010 | Online Film és Televízió Társulat   | legjobb női mellékszereplő egy drámasorozatban                         | A hatalom hálójában     | Jelölve  | [ 19 ]     |
| 2011 | Fright Meter díj                    | legjobb színésznő                                                      | Insidious               | Jelölve  |            |
| 2011 | Scream-díj                          | legjobb horror színésznő                                               | Insidious               | Jelölve  |            |
| 2012 | Fangoria Chainsaw-díj               | legjobb színésznő                                                      | Insidious               | Elnyerte |            |
| 2012 | Screen Actors Guild Award           | legjobb Motion capture teljesítmény                                    | Koszorúslányok          | Jelölve  | [ 20 ]     |
| 2012 | MTV Movie Awards                    | legjobb kaszting                                                       | Koszorúslányok          | Jelölve  |            |
| 2012 | MTV Movie Awards                    | Elnyerte                                                               | Koszorúslányok          |          |            |
| 2020 | Drama League-díj                    | kiváló teljesítmény                                                    | Médea                   | Jelölve  | [ 21 ]     |